# مهدی احمدی
مهدی احمدی (زاده ۱۶ آذر ۱۳۴۵ در تهران) نقاش و بازیگر ایرانی است.
او فارغ‌التحصیل رشته گرافیک از دانشگاه هنر است. نقاشی را از سال ۱۳۶۳ شروع کرد و اولین نمایشگاه انفرادی‌اش در سال ۱۳۷۴ برپا شد؛ و تا کنون در بیشتر از سی نمایشگاه نقاشی شرکت داشته‌است. او همچنین بازیگری را از سال ۱۳۶۹ با بازی در فیلم در کوچه‌های عشق به کارگردانی خسرو سینایی شروع کرد.

## سینما
- شاید عشق نبود (۱۳۹۶)
- دژاوو (۱۳۹۷)
- چهل و هفت (۱۳۹۶)
- برگ جان (۱۳۹۵)
- داره صبح می‌شه (۱۳۹۳)
- ارغوان (فیلم) (۱۳۹۳)
- جزیره ی رنگین (۱۳۹۳)
- آهسته در سکوت(۱۳۹۱)
- بشارت به یک شهروند هزاره سوم (۱۳۹۱)
- چشم (۱۳۸۹)
- بیداری (۱۳۸۷)
- آتش سبز (۱۳۸۶)
- تک درخت‌ها (۱۳۸۶)
- پارک وی (۱۳۸۵)
- سینه سرخ (۱۳۸۵)
- گفتگو با سایه‌ها (۱۳۸۴)
- باج خور (۱۳۸۲)
- مزرعه پدری (۱۳۸۲)
- شب‌های روشن (۱۳۸۱)
- نگین (۱۳۸۰)
- هفت پرده (۱۳۷۹)
- دوستان (۱۳۷۸)
- عروس آتش (۱۳۷۸)
- کوچه پائیز (۱۳۷۶)
- در کوچه‌های عشق (۱۳۶۹)

## سریال
- گناه فرشته (فیلیمو) (۱۴۰۲)
- بوم و بانو (شبکه دو سیما) (۱۳۹۹)
- نجوا (۱۳۹۷)
- تله فیلم حتی اگر شب باشد (۱۳۹۱)